# Palota ostroma (1533)
Palota ostroma (nem tévesztendő össze a felvidéki Palotával) 1533. április 14. és körülbelül a hónap vége között zajlott a Veszprém vármegyei Várpalota alatt.
Az ostromot Szapolyai János ellenkirály katonái vezették Móré László ellen, aki saját önös anyagi céljait tartva szem előtt magánháborúk sorát vívta mindkét király pártja ellen. Ezért, amikor a két király megegyezett, I. Ferdinánd jóváhagyásával Szapolyai leszámolt vele.
A magyarországi várostromok történetében először Várpalota alatt használták az aknát.

## Előzmények
Móré az 1527-ben Ferdinánd és Szapolyai között kirobbant háborúban jó alkalmat látva, a maga céljaira kezdett rabolni. Egyik királyhoz sem pártolt, éppúgy harcolt az osztrákok és a németek ellen, akárcsak Szapolyai pártja és a törökök ellen is. Annyi érdeme viszont mégis volt, hogy Nándorfehérvár környékén feltartóztatott egy ideig egy jelentősebb török sereget a mohácsi vész idején, emiatt később Török Bálint (1541) után ő is a Jedikulába került.
Mivel a két király névlegesen fegyverszünetet kötött 1533-ban, ezért valamiképp mindketten meg akartak szabadulni az aljas Mórétól, s megállapodtak abban, hogy Szapolyai sereget küld Palota vára ellen, Ferdinánd pedig nem tesz ellene semmit.

## Az ostrom
Szapolyai katonái a tolnai Simontornya alatt gyűltek össze. A sereg vezetését Laszky Jeromosra bízta a király. A sereghez erősítésképpen Hasszán bég vezetésével törökök is csatlakoztak, és az ostrom munkához ötven cseh bányászt is rendelt, akik az aknalyukak kiásásánál segédkeztek.

Móré bízott erejében és az ellenállást választotta.
Az ostrom két hétig tartott, ezalatt folyamatosan lőtték a várat. Egy ágyúgolyó Nagy Gergely várnagy lábát eltalálta, aki meghalt. A csehek által kiásott aknák már robbantásra készen álltak, amikor Móré összehívta katonáit, kiosztotta zsoldjukat, és még némi ajándékkal is ellátta őket. A többi kincset, hogy ne kerüljön az ostromlók kezére, a halott Nagy sírjába ásta be.

A katonáinak azt mondta, hogy segítségért megy, és túszul két gyermekét hagyta a várkatonáknál. Segítség helyett azonban egyszerűen csak eliszkolt, kötélen leereszkedett a várfalról, és a szlavóniai Rohoncba szökött. A magukra maradt várkatonák mást nem tehettek, végig ellenálltak. Május végén az ostromlók felrobbantották az aknákat, amik az egyik falat teljesen ledöntötték. Elsőnek a törökök özönlöttek be a várba. Az őrség nagy részét lekaszabolták. Móré gyerekei egy pincében próbáltak elrejtőzni, de rájuk találtak. Laszky azonban kesztyűs kézzel bánt velük. A lerongyolódott gyerekeket megfürdette, szép ruhát adott rájuk, és elküldte őket Szapolyainak, aki később tovább adta őket a töröknek.

## A következmények
A várat elfoglaló törökök a közeli ferencesek és szalvatóriánusok közös kolostorát dúlták fel. Megölték itt Vásárhelyi András költőt, valamint két szerzetest, Biai Pétert és Maczolai Andrást.
A várat később Laszkynak adományozta a király.

A Várpalotát elfoglaló sereg június 9-én tért vissza Budára. Erdődi Simon zágrábi püspök feljegyzése szerint nagy mennyiségű zsákmányt vittek magukkal a törökök: Palotát új ostromlási módszerrel bevették, úgy hogy miután alul bevágták, és karókat tettek alá és ezeknek alágyújtottak, az egész épület összeomlott. „A törökök törtek be elsőnek, mert láttam a királyi udvarban azt a zászlótartót, aki ott a várra zászlóját elsőnek kitűzte… Rengeteg érték volt ott, méltó a királyi kincstárhoz. Az ezüstneműek, amit a föld alatt találtak meg a törökök, ott, ahol a megölt várnagyot eltemették, a talált pénzek, több mint háromszáz korsó bor, gabona, zab nagy mennyiségben, mind zsákmány lett.

A hadsereg tegnap reggel visszatért Budára. Ma az egész városban sok szép és nagy értékű ezüsttárgy, ruhaneműk, a legtöbb átszőve arannyal, és más határtalan mennyiségű kincs került eladásra, s holnap legalább így fog ragyogni megint a piac. A törökök zsákmányt raboltak, a mieink – lelkiismeretükre hallgatva – az embereket és az ott talált népet akarták inkább megmenteni, semminthogy pénzzel bővelkedjenek. A csehek és az őket követő szegények ennyi hitetlen között semmit vagy csak keveset raboltak; ami a töröké lett, ha ez hihető, 150 ezer forintra teszik; ami a magyaroké lett, még nincs megbecsülve.

A keresztények közül 300-at vezettek tegnap – mint a barmokat – a hajókhoz. Vannak hajók, melyek úgy látszanak, hogy tele vannak keresztény foglyokkal. Móré tirannus leányát és fiát a királynak ajándékozták; a nemes leányokat, akik ezekkel a gyerekekkel voltak, Laszki úr a fürdőbe küldte, hogy megmosakodjanak… Más egyéb nincs Palotán; 300 csehet hagytak vissza… Ma a török lovasság és gyalogság egy része eltávozott Eszék felé. Tegnap a király és a mi szemünk láttára a foglyok tömegével megrakott hajók – ők is sírtak, mi is megkönnyeztük őket – a kikötőből elindultak.

A vajda úr csodálatos dolgokat beszélt Móré kincseiről. Volt a megölt várnagy holtteste alatt 160 kupa, nagy és nehéz mind, tál 10, vagy 12, kézmosó ugyanannyi és sok más ezüstnemű. Egyetlen kis bástyában a sok ezüstneműn kívül negyven arannyal és pénzzel teli zsák és lószerszámok, ezüstdíszítéssel minden a legszebb és legértékesebb, fuvolák és sok egyéb dolog, ami a királyi gőghöz tartozik, s ami mind a hitetlenek kezére került. Így vándorolnak a magyar értékek! A talált dolgok értékét 200 ezren felül becsülik.”
Palota elfoglalása után Sümeg, Tihany és Veszprém ellen támadt a török-magyar sereg november 11-én, amelyek Szalaházi Tamás Ferdinánd-párti püspök kezén voltak.
A magyar belháborúban közönséges rablóvezér módjára szereplő Móré László fényes példa a sok közül arra az áldatlan belviszályra, amely Mohács után tovább taszította a végső romlásba a szerencsétlen sorsú Magyarországot.